# Schweizerische Landesausstellung 1914

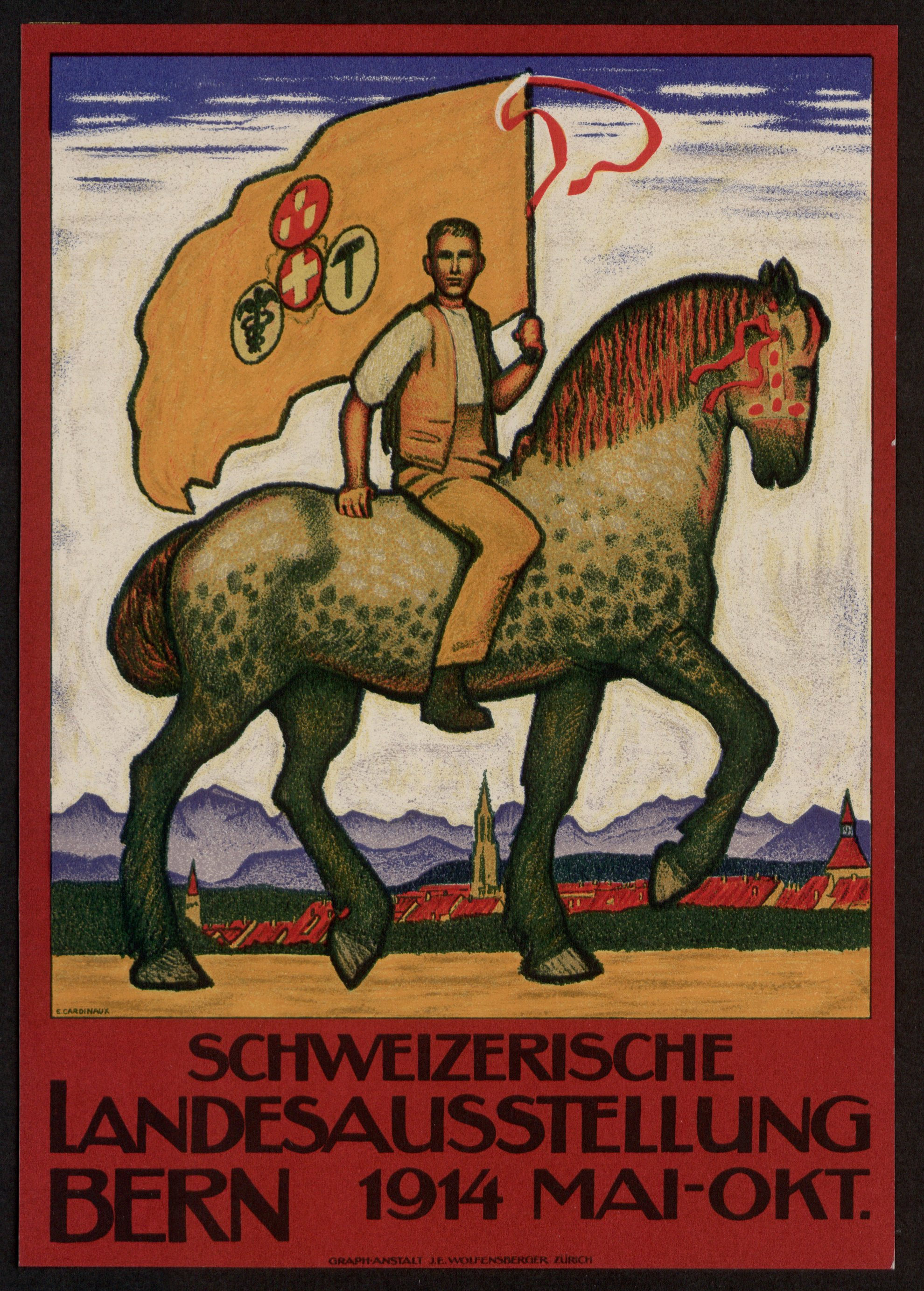
Plakat der Landesausstellung 1914 von Emil Cardinaux

Die dritte Schweizerische Landesausstellung von 1914 wurde am 15. Mai in Bern eröffnet und dauerte bis zum 15. Oktober. Die offizielle Schweiz demonstrierte mit dem Armeepavillon den Willen zur bewaffneten Neutralität. Die Ausstellung fiel mit dem Ausbruch des Ersten Weltkrieges zusammen. Sie wurde zudem aus der Romandie heftig kritisiert, wo die Architektur der Ausstellungsbauten als Style de Munich («Münchner Stil») bezeichnet wurde, der die Deutschfreundlichkeit der Deutschschweizer beweise und die beabsichtigte Integrationswirkung infrage stellte. Am 7. Juli 1914 war der belgische König Albert I. zu Gast.

## Allgemeines

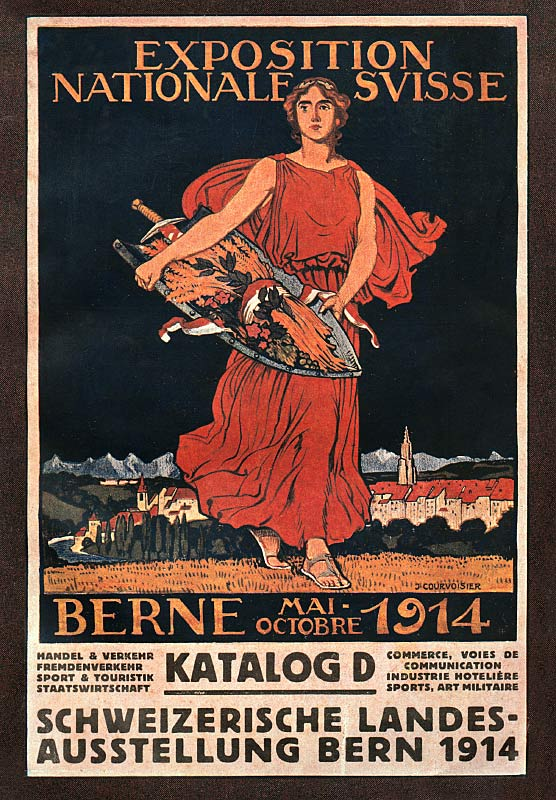
Katalog für die Landesausstellung 1914 in Bern

Die Landesausstellung war zunächst für 1913 geplant. Da bei der Betriebsaufnahme der Lötschbergbahn mit Verzögerungen gerechnet wurde und der Aufbau der Ausstellungsorganisation langsamer als geplant voranschritt, wurde eine Verschiebung auf 1914 beschlossen.
Das Klima am Vorabend des Ersten Weltkrieges war vom Gegensatz zwischen Frankreich und Deutschland geprägt. Das architektonisch moderne Gesicht sollte einheitlich sein und so die Landesausstellung prägen. Auch das Village Suisse («Schweizer Dorf») der Ausstellung 1896 in Genf mit seinen bunt gemischten Häusern in den Baustilen aller Regionen musste einem einheitlichen Dorf im Berner Stil weichen. Statt Kitsch sollte naturnahes Landleben gezeigt werden. Statt Ramsch verkauften die Trachtenfrauen nur wertvolles, bäuerliches Kunsthandwerk, das die Gnade der Jury fand. Es war eine Zeit der Rückbesinnung auf die ländliche Kultur.

Plakat von Paul Kammüller

Noch im Vorfeld der Landesausstellung drohte die Industrie mit Boykott. Grund dafür war die kulturkritische Haltung der Gewerbler, die sich gegen die profitorientierte Industrie wandten und vor allem das Schweizertum pflegen wollten. Kritisiert wurde zudem die arbeiterfreundliche Haltung der Regierung, die in der Revision des neuen Fabrikgesetzes zum Ausdruck kam.
Die Landesausstellung wurde von 3'196'000 Personen besucht, was einem Bevölkerungsanteil von 84 Prozent entsprach, und schloss mit einem Gewinn von 34'000 Franken. Verlangt wurde ein Eintrittspreis von Fr. 1.50 (ein Kilogramm Brot kostete damals 36 Rappen).
Mitten in die geplante Zeitspanne der Landesausstellung fiel der Ausbruch des Ersten Weltkriegs. Die Schau blieb für zwei Wochen geschlossen. Am 1. August wurde in der Schweiz die Mobilmachung ausgerufen. Der Ausstellungsdirektor Emil Locher überlegte sich eine Schliessung. Den Weg wies der Bundesrat; ihm war an einer Weiterführung gelegen. Aus der «Messe zur Exportförderung» wurde ein Forum zur Schärfung des nationalen Käufer- und Konsumentengewissens.
«Nicht um des Auslandes und nicht um des pekuniären Gewinnes willen ist die Schweizerische Landesausstellung geschaffen worden. Die Hauptsache ist, dass sie ihr grosses und erstes Ziel erreicht hat: das Schweizervolk zu heben und zu stärken in seinem Selbstvertrauen, im Glauben an seine Kraft, die in der Arbeitstüchtigkeit einer Nation liegt», schrieb die Neue Zürcher Zeitung in einem Rückblick am 4. November. Und weiter: «Wir wissen es allerdings nicht erst seit heute, dass je länger je mehr die Qualitätsarbeit unsere wirtschaftliche Zukunft bestimmt, dass wir mit ihr allein stets wachsende Konkurrenz auf dem Weltmarkt auszuhalten imstande sind.»

## Attraktionen
- Für die Landesschau wurde im Berner Länggassquartier nach den Plänen des Architekten Karl Indermühle das «Dörfli» gebaut.
- Für die «Dörfli»-Kirche schuf der Mosaizist Gottfried Künzi nach den Entwürfen des Malers Albert J. Welti ein fünfteiliges Mosaik.
- Im oberen Stockwerk des «Dörfli»-Wirtshauses «Zum Röseligarten» spielte das Heimatschutztheater Stücke von Otto von Greyerz. Auch andere Mitglieder der Theaterjury wie Josef Reinhart und der spätere Literaturnobelpreisträger Hermann Hesse sorgten dafür, dass sich die Qualität des Volkstheaters verbesserte.
- Auf dem Viererfeld präsentierte sich die Landwirtschaft mit dem Sektor Milchwirtschaft im Zentrum. Die Milchwirtschaft erlebte zu diesem Zeitpunkt einen ausserordentlichen Aufschwung.
- Ein Exponat der Ausstellung, die Dammahütte des Schweizerischen Alpenclubs, ist bis heute an ihrem neuen Standort erhalten geblieben.